# Asparagus krebsianus
Asparagus krebsianus là một loài thực vật có hoa trong họ Măng tây. Loài này được (Kunth) Jessop mô tả khoa học đầu tiên năm 1966.